# Музей на съвременното изкуство (Белград)
Вижте пояснителната страница за други значения на Музей на съвременното изкуство.
Музеят на съвременното изкуство в Белград (на сръбски: Музеј савремене уметности/Muzej savremene umetnosti) събира произведения на изкуството, създадени в периода от 1900 г. до наши дни от Сърбия и бивша Югославия.
Музеят също така организира изложби на модерното и съвременното изкуство. Създаден е през 1958 г. и е първият музей на съвременното изкуство в Европа. Архитект на сградата на музея е Иван Антич – един от най-добрите югославски следвоенни архитекти. В музея са събрани над 35 000 произведения на изкуството.

## Галерия
- Сава Шуманович, „Пияният кораб“
- Рихард Якопич, „Луна“
- Скулптура пред Музея на съвременното изкуство в Белград